# فرانسيسكو أيالا (روائي)
فرانسيسكو أيالا غارثيا-دوارتي (بالإسبانية: Francisco Ayala García-Duarte) ـ (16 مارس 1906 ـ 3 نوفمبر 2009) هو كاتب وروائي إسباني، يعد آخر من بقي على قيد الحياة من جيل 27. حصل على الجائزة الوطنية للرواية سنة 1983، وجائزة ثيربانتس سنة 1991.

## حياته
ولد أيالا في غرناطة سنة 1906، ثم انتقل إلى مدريد في السادسة عشرة من عمره، حيث درس القانون والعلوم الإنسانية، وفي تلك الفترة نشر أولى رواياته «تراجيكوميديا رجل بلا روح» (1925؛ بالإسبانية: Tragicomedia de un hombre sin espíritu) و«قصة شروق» (1926؛ بالإسبانية: Historia de un amanecer).
حصل أيالا على دكتوراه الفلسفة في القانون من جامعة مدريد، ثم عمل مدرسًا بالجامعة. حصل على منحة لدراسة الفلسفة وعلم الاجتماع في برلين بين عامي 1929 و1931، في بداية صعود النازية في ألمانيا، وهناك التقى التشيلية إتيلفينا سيلفا فارغاس، التي تزوجها سنة 1931، وأنجب منها لاحقًا ابنته نينا.

## وصلات خارجية
- فرانسيسكو أيالا على موقع الموسوعة البريطانية (الإنجليزية)
- فرانسيسكو أيالا على موقع مونزينجر (الألمانية)

- مؤسسة فرانسيسكو أيالا (بالإسبانية)